# サンアントニオFC
サンアントニオFC (英語: San Antonio FC) は、アメリカ合衆国・テキサス州サンアントニオに本拠地を置くサッカークラブ。2022年現在、USLチャンピオンシップに所属している。

## 歴史
2016年1月7日にユナイテッドサッカーリーグ13番目のクラブとして設立。クラブの設立は、サンアントニオ市とベア郡によるメジャーリーグサッカーの拡大フランチャイズを取得するための計画の一部として行われ、その結果、元々サンアントニオ市を拠点として活動していた北米サッカーリーグのサンアントニオ・スコーピオンズは廃止されることとなった。
USL参入2年目の2017年はウェスタン・カンファレンスレギュラーシーズンを2位で終え、クラブ史上初のプレーオフ出場権を獲得した。プレーオフではウェスタン・カンファレンス準決勝に進出したが、敗退した。2021年シーズンはクラブ史上初めてウェスタン・カンファレンスのプレーオフ決勝に進出したが、最終的にリーグチャンピオンとなったオレンジカウンティSCにPK戦の末敗れた。

## 歴代所属選手
- ザクリー・エリボ 2017, 2020
- モハメド・アブ 2021-
- マテュー・デプラーニュ 2021-
- ケクタ・マネー 2022-
- クリスティアン・ボニージャ 2022-